# Mof Myburgh
Pas d'image ? Cliquez ici

b Matchs officiels uniquement.
Dernière mise à jour le 17 mars 2015.
Johannes Lodewikus Myburgh, plus connu comme Mof Myburg (né le 24 août 1936 à Senekal en Afrique du Sud et mort le 15 juin 2012 à Pretoria) est un joueur de rugby à XV qui a joué avec l'équipe d'Afrique du Sud évoluant au poste de pilier.

## Biographie
Mof Myburgh évolue avec le Northern Transvaal qui dispute la Currie Cup. Il dispute à l'âge de 25 ans son premier test match le 23 juin 1962 contre les Lions britanniques en tournée en 1962.
Mof Myburgh joue à nouveau contre les Lions britanniques en tournée en 1968 avec succès (trois victoires, un nul), il joue contre les Australiens à cinq reprises, trois fois contre les Français et deux fois contre les All Blacks. 

## Statistiques en équipe nationale
- 18 test matchs avec l'équipe d'Afrique du Sud
- Sélections par année : 1 en 1962, 1 en 1963, 2 en 1964, 5 en 1968, 5 en 1969, 4 en 1970.